# سی‌پی‌اف
سی‌پی‌اف (انگلیسی: Charoen Pokphand Foods) شرکت کشاورزی تایلندی است، که در سال ۱۹۷۸ توسط کرون پوکفند تأسیس شد.